# Armagetron Advanced
Armagetron Advanced, também conhecido como Retrocycles, é um jogo eletrônico de ação baseado em uma cena do filme Tron em que há uma batalha envolvendo motos de luz, veículos que deixam uma espécie de parede de luz por onde passam. Trata-se de um software livre e de código aberto cujo desenvolvimento foi iniciado por Manuel Moos em 2000 sob o nome Armagetron, estando disponível para AmigaOS 4, Linux (sob o nome Armacycles Advanced em sua versão para Fedora), macOS, Microsoft Windows e OpenBSD. Em 22 de julho de 2020, o jogo foi lançado na plataforma Steam se chamando Retrocycles.

## Jogabilidade

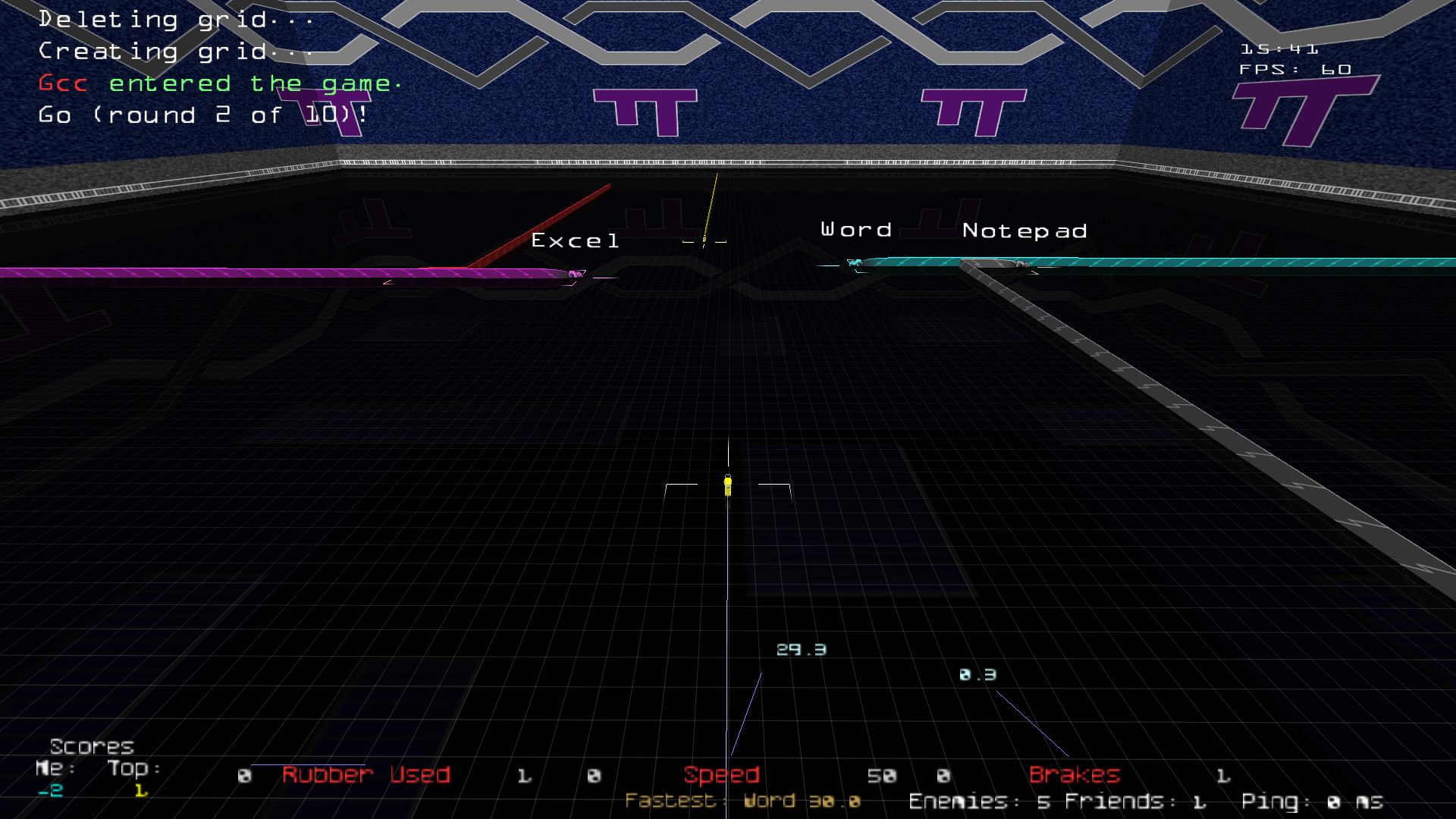
Captura de tela de uma partida

Em Armagetron Advanced, o jogador controla um veículo monolugar que deixa uma espécie de parede de luz por onde passa. Tanto a arena quadriculada que representa o cenário do jogo, quanto seu veículo, uma moto de luz, apareceram no filme Tron - lançado em 1982. As motos só podem andar em frente a uma velocidade constante e o jogador pode virá-las em um ângulo reto (ou de 45 graus, em uma customização específica), o objetivo primordial sendo ser o último a sobreviver. Se a moto do jogador bater contra qualquer parede de luz ou a parede da arena, será desintegrada e resultará em sua derrota. Embora a velocidade seja constante, se o usuário dirigir sua moto perto o suficiente de uma parede de luz, ganhará aceleração e poderá alcançar um oponente que se encontra em sua frente. Uma mecânica chamada rubber (lit.  "borracha") foi implementada para evitar que jogadores sejam penalizados pela latência do servidor. Rubber funciona como um tipo de buffer, desacelerando brevemente uma moto de luz em direção a uma parede para que o jogador tenha tempo de reagir - em servidores com muito rubber, parece que a moto encosta na parede e não é desintegrada, por exemplo.
Há múltiplos modos de jogo graças à alta personalização disponível em Armagetron Advanced, mas geralmente se dividem em duas categorias. Na primeira delas, há os modos clássicos, em que o objetivo é fazer com que seu adversário se desintegre ao colidir contra uma parede. A segunda categoria diz respeito a partidas relacionadas a zonas do mapa, que são grandes áreas circulares. Os modos mais famosos nesse estilo são o Fortress (lit.  "fortaleza"), em que os jogadores tentam defender sua zona de um time invasor, e o Sumo (lit.  "sumô"), no qual os jogadores devem tentar se manter vivos em um círculo que vai gradualmente diminuindo de tamanho. Não são só as partidas que são muito customizáveis, mas também a aparência e tamanho da arena de combate, sons, e até mesmo mecânicas centrais de Retrocycles, como por exemplo a possibilidade de ajustar para que a moto de luz vire em ângulos de 45 graus ao invés de ângulos retos. Pode ser jogado contra personagens controlados por inteligência artificial com nomes relacionados a famosos aplicativos, através de rede local ou ainda online.

## Desenvolvimento

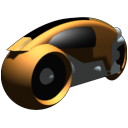
Modelo de moto de luz usada no projeto.

Em 28 de janeiro de 2000, Manuel Moos (também conhecido pelo apelido "z-man") disponibilizou online a primeira versão de teste de Walls, um jogo 3D inspirado na batalha de motos de luz que aparece no filme Tron. Na metade do mês seguinte, o software livre e de código aberto mudou de nome e passou a se chamar Armagetron. Em 29 de março, a versão 0.1 do jogo (a primeira "completa") foi lançada por Moos, que veio a registrá-lo no site SourceForge no fim de maio daquele mesmo ano sob a licença GNU GPLv2. Após alguns contratempos e períodos de inatividade, Moos lançou uma versão 0.2 do jogo em junho de 2003. Na segunda quinzena de outubro daquele ano, a versão 0.2.5.2 foi disponibilizada.
Após essa última versão, Manuel Moos ficou um longo período sem postar atualizações ou mesmo notícias a respeito do que planejava. Alguns programadores ficaram incomodados com seu desaparecimento e a presença de falhas de programação que poderiam ser consertadas. "Tank Program" lançou então a versão não oficial 0.2.6.0-TP para o jogo, solucionando algumas falhas. Com isso, semanas depois, um grupo de programadores viu que era possível manter o projeto vivo e criaram então a página Armagetron Advanced no SourceForge em 2 de junho de 2004 - na época, um projeto paralelo ao de Moos. Essa equipe desenvolveu a versão 0.2.7 do jogo. Em fevereiro de 2005, "z-man" voltou a desenvolver seu projeto e lançou sua última versão, a 0.2.6, pois acabou se juntando ao time de Armagetron Advanced - a versão mais avançada e, agora, oficial do jogo inspirado em Tron.
Em 2007, uma votação foi feita para decidir qual nome receberia o jogo no sistema operacional Fedora Linux, já que a palavra "Armagetron" poderia incorrer em problemas relacionados a marca registrada. Armacycles Advanced foi o nome escolhido. De forma similar, em 22 de julho de 2020, o jogo foi lançado na Steam sob o nome Retrocycles, com o sítio oficial do projeto ressaltando que se trata do mesmo jogo que Armagetron Advanced.